# Séguret
Pour les articles homonymes, voir Seguret (homonymie) et Séguret (AOC).
Séguret est une commune française, située dans le département de Vaucluse en région Provence-Alpes-Côte d'Azur.

## Géographie
Séguret est située dans le Haut Vaucluse, au nord des Dentelles de Montmirail et à l'ouest du mont Ventoux. Le village est bâti au pied d'une colline surmontée de son château féodal en ruine. Séguret a la chance de faire partie de l'association des « plus beaux villages de France ».

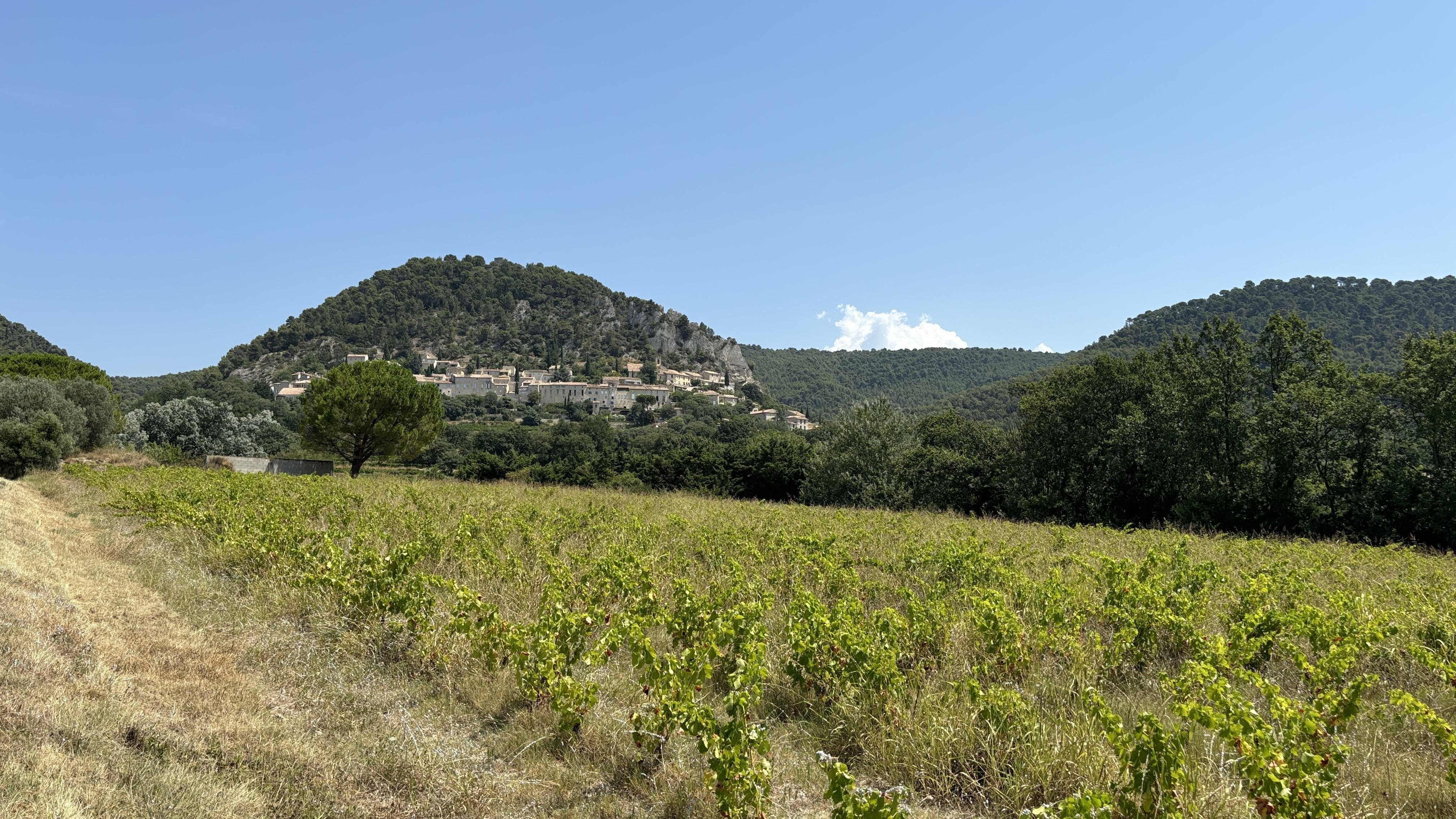
Vue du village et des vignobles à l'été 2024.

|         | Roaix   | Vaison-la-Romaine |
| Rasteau | Séguret | Crestet           |
|         | Sablet  | Gigondas          |

### Accès et transports
L'autoroute la plus proche est l'autoroute A7.
Trois routes départementales passent par cette commune : la 23 qui relie le bourg de la commune au bourg de Sablet, la 977 qui la traverse au niveau de la plaine sur un axe nord-sud et la 88 qui part du bourg en direction du nord.

### Relief et géologie

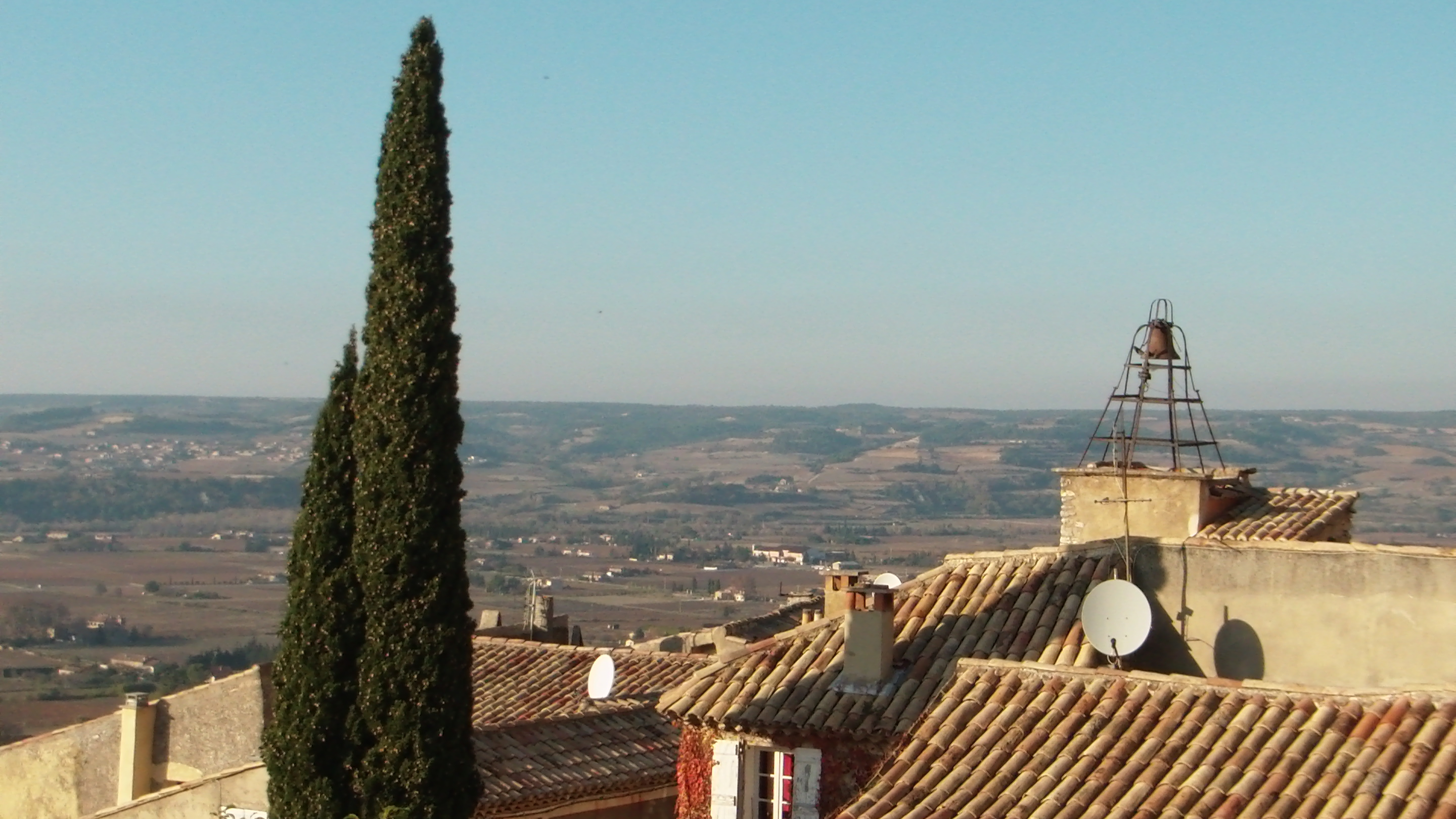
Vue sur la plaine de Séguret.

Le bourg est posé à l'extrémité ouest de la chaîne des Dentelles de Montmirail, partie la plus occidentale du massif des Baronnies qui constitue la première avancée des Alpes dans la vallée du Rhône. Il s'agit d'une série de dalles rocheuses du Tithonien (Jurassique) reposant sur des sols calcaires. L'ouest du bourg jusqu'à l'Ouvèze est quant à lui composé essentiellement d'une plaine alluvionnaire (sols du quaternaire).

### Sismicité
Les cantons de Bonnieux, Apt, Cadenet, Cavaillon, et Pertuis sont classés en zone Ib (risque faible). Tous les autres cantons du département de Vaucluse sont classés en zone Ia (risque très faible). Ce zonage correspond à une sismicité ne se traduisant qu'exceptionnellement par la destruction de bâtiments.

### Hydrographie
L'Ouvèze forme la limite ouest de la commune. Plusieurs ruisseaux se sont formés au sein des Dentelles comme le ruisseau de Malmont ou encore celui du grand Alizié qui passe en bordure nord de la commune.

### Climat
La commune est située dans la zone d’influence du climat méditerranéen. Les étés sont chauds et secs, liés à la remontée en altitude des anticyclones subtropicaux, entrecoupés d’épisodes orageux parfois violents. Les hivers sont doux. Les précipitations sont peu fréquentes et la neige rare. Le climat de ce terroir est soumis à un rythme à quatre temps : deux saisons sèches (une brève en hiver, une très longue et accentuée en été), deux saisons pluvieuses, en automne (pluies abondantes et brutales) et au printemps. Sa spécificité est son climat méditerranéen qui constitue un atout exceptionnel :
- le mistral assainit le vignoble ;
- la saisonnalité des pluies est très marquée ;
- les températures sont très chaudes pendant l'été.

Les étés sont chauds et secs, liés à la remontée des anticyclones subtropicaux, entrecoupés d’épisodes orageux parfois violents. Les hivers sont doux. Les précipitations sont peu fréquentes et la neige rare.
La station météorologique de Météo-France installée sur la commune et en service de 1983 à 2005 permet de connaître l'évolution des indicateurs météorologiques. Le tableau détaillé pour la période 1981-2010 est présenté ci-après.
| Mois                                  | jan.          | fév.           | mars           | avril       | mai         | juin         | jui.          | août        | sep.          | oct.        | nov.        | déc.          | année    |
| ------------------------------------- | ------------- | -------------- | -------------- | ----------- | ----------- | ------------ | ------------- | ----------- | ------------- | ----------- | ----------- | ------------- | -------- |
| Température minimale moyenne (°C)     | 0,7           | 1,2            | 4              | 6,7         | 10,6        | 13,7         | 16,1          | 15,9        | 12,4          | 9,4         | 4,5         | 1,9           | 8,1      |
| Température moyenne (°C)              | 5,1           | 6              | 9,5            | 12,3        | 16,7        | 20,3         | 23,2          | 22,9        | 18,4          | 14,5        | 8,8         | 5,9           | 13,7     |
| Température maximale moyenne (°C)     | 9,5           | 10,8           | 15             | 17,8        | 22,7        | 26,9         | 30,3          | 29,9        | 24,4          | 19,5        | 13,1        | 10            | 19,2     |
| Record de froid (°C) date du record   | −16 15.01.85  | −11,5 10.02.86 | −11,5 02.03.05 | −2 15.04.94 | 1 05.05.85  | 2,5 04.06.84 | 7 17.07.00    | 5 31.08.86  | 1,5 26.09.84  | −2 30.10.97 | −8 28.11.85 | −11 16.12.01  | −16 1985 |
| Record de chaleur (°C) date du record | 19,5 28.01.02 | 22 19.02.89    | 27 21.03.90    | 31 29.04.05 | 34 31.05.01 | 38 26.06.03  | 41,5 26.07.83 | 42 12.08.03 | 34,5 03.09.05 | 30 03.10.85 | 22 12.11.95 | 20,5 18.12.89 | 42 2003  |
| Précipitations (mm)                   | 58,3          | 45,6           | 48,5           | 74,3        | 71,4        | 41,4         | 35,4          | 47,4        | 100,6         | 105,9       | 77,4        | 59,2          | 765,4    |

Selon Météo-France, le nombre par an de jours de pluies supérieures à 2,5 litres par mètre carré est de 45 et la quantité d'eau, pluie et neige confondues, est de 660 litres par mètre carré. Les températures moyennes oscillent entre 0 et 30° selon la saison. Le record de température depuis l'existence de la station de l'INRA est de 40,5 °C lors de la canicule européenne de 2003 le 5 août (et 39,8 °C le 18 août 2009) et −12,8 °C le 5 janvier 1985[réf. nécessaire]. Les relevés météorologiques ont lieu à l'Agroparc d'Avignon.
Le mistral
Le vent principal est le mistral, dont la vitesse peut aller au-delà des 110 km/h. Il souffle entre 120 et 160 jours par an, avec une vitesse de 90 km/h par rafale en moyenne. Le tableau suivant indique les différentes vitesses du mistral enregistrées par les stations d'Orange et Carpentras-Serres dans le sud de la vallée du Rhône et à sa fréquence au cours de l'année 2006. La normale correspond à la moyenne des 53 dernières années pour les relevés météorologiques d'Orange et à celle des 42 dernières pour Carpentras.
Légende : « = » : idem à la normale ; « + » : supérieur à la normale ; « - » : inférieur à la normale.
|                                                      | Jan.    | Fev.    | Mars.    | Avril.  | Mai     | Juin     | Juil.   | Août    | Sept.   | Oct.    | Nov.    | Dec.     |
| Vitesse maximale relevée sur le mois                 | 96 km/h | 97 km/h | 112 km/h | 97 km/h | 94 km/h | 100 km/h | 90 km/h | 90 km/h | 90 km/h | 87 km/h | 91 km/h | 118 km/h |
| Tendance : jours avec une vitesse > 16 m/s (58 km/h) | --      | +++     | ---      | ++++    | ++++    | =        | =       | ++++    | +       | ---     | =       | ++       |

## Urbanisme

### Typologie
Au 1er janvier 2024, Séguret est catégorisée commune rurale à habitat dispersé, selon la nouvelle grille communale de densité à sept niveaux définie par l'Insee en 2022.
Elle est située hors unité urbaine. Par ailleurs la commune fait partie de l'aire d'attraction de Vaison-la-Romaine, dont elle est une commune de la couronne,. Cette aire, qui regroupe 14 communes, est catégorisée dans les aires de moins de 50 000 habitants,.

### Occupation des sols
L'occupation des sols de la commune, telle qu'elle ressort de la base de données européenne d’occupation biophysique des sols Corine Land Cover (CLC), est marquée par l'importance des territoires agricoles (48,5 % en 2018), en diminution par rapport à 1990 (52,8 %). La répartition détaillée en 2018 est la suivante : 
forêts (47,3 %), cultures permanentes (46,8 %), zones urbanisées (3,9 %), zones agricoles hétérogènes (1,7 %), espaces ouverts, sans ou avec peu de végétation (0,3 %). L'évolution de l’occupation des sols de la commune et de ses infrastructures peut être observée sur les différentes représentations cartographiques du territoire : la carte de Cassini (XVIIIe siècle), la carte d'état-major (1820-1866) et les cartes ou photos aériennes de l'IGN pour la période actuelle (1950 à aujourd'hui).

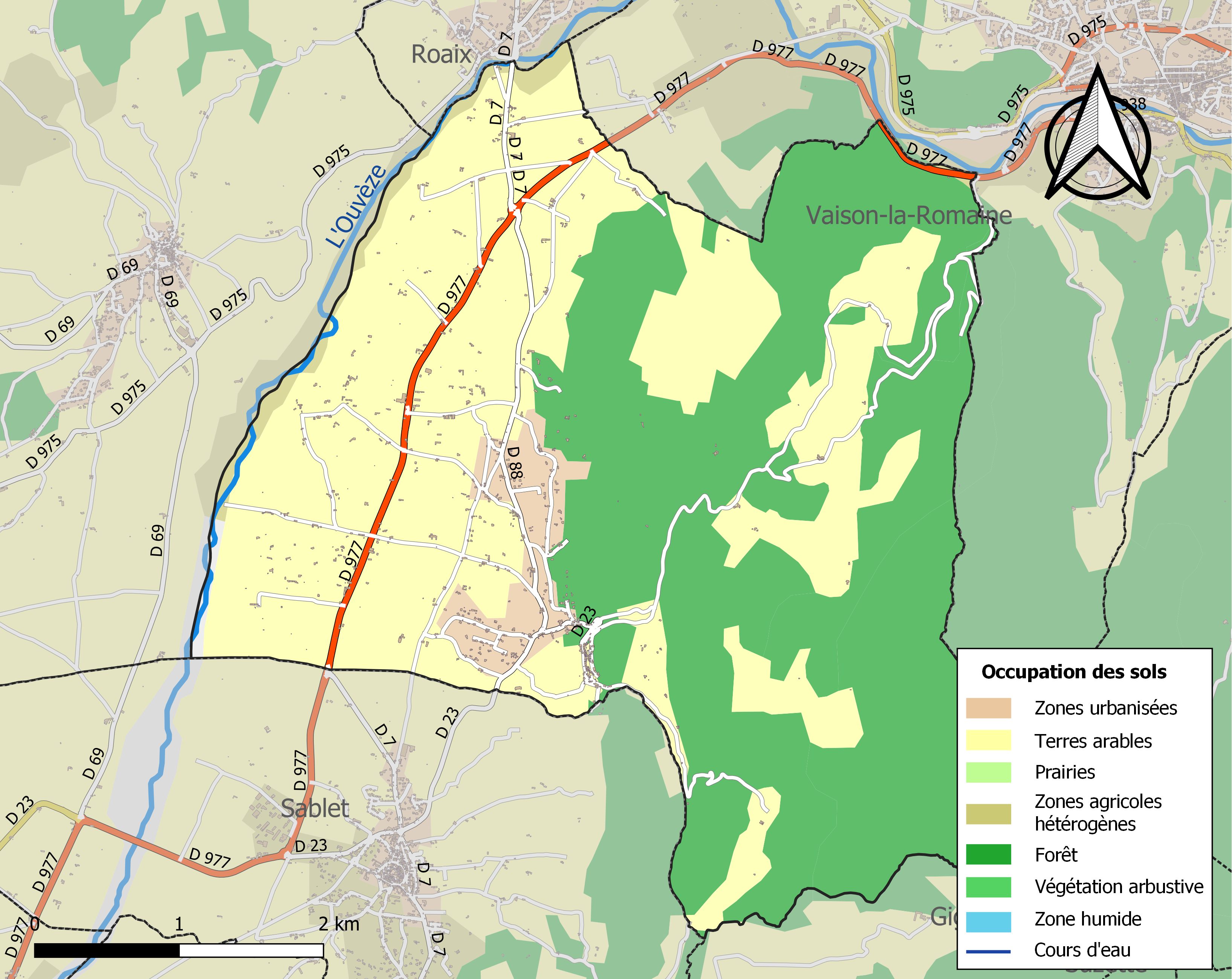
Carte des infrastructures et de l'occupation des sols de la commune en 2018 (CLC).

## Histoire

### Antiquité
La colonisation romaine fut importante. Elle se concentra dans l'actuel quartier d'Aubusson, où ont été retrouvées de nombreuses traces d'un vicus ainsi qu'une statue colossale de Jupiter et un autel à Silvain, le dieu au maillet de tonnelier.
En 611 est fondé le monastère de Prébayon, réservée aux moniales. La charte accordée par Artemius, évêque de Vaison, à l'abbesse Rusticule, de Saint-Césaire d'Arles et compagne de la reine Radegonde, mentionne la présence de vignes dans ses domaines. C'est la plus ancienne trace écrite d'un vignoble lié à une appellation dans la région.

### Moyen Âge

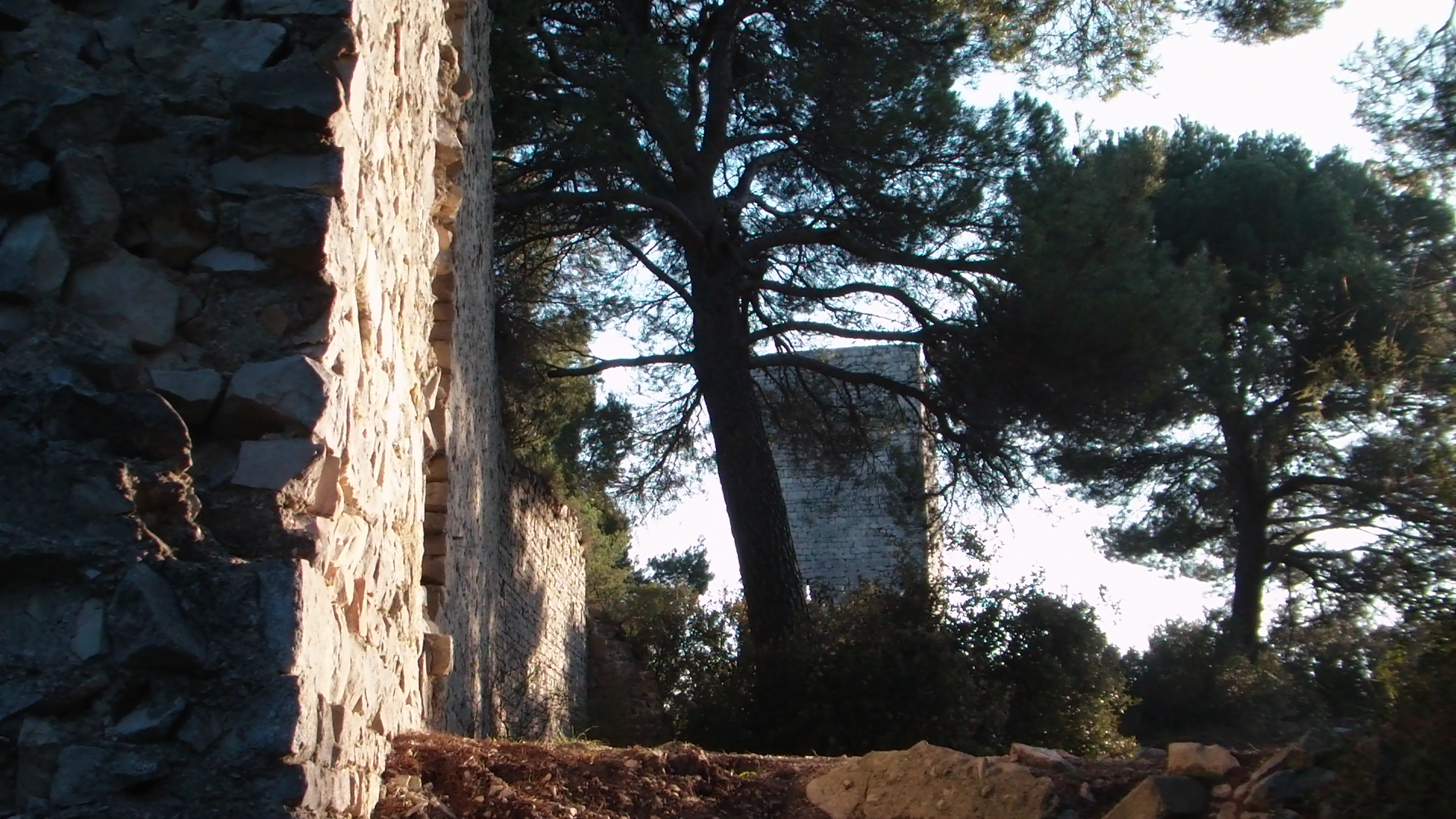
Ruine actuelle du château fort de Séguret.

À partir du Xe siècle, Séguret, au sein du Comtat Vénaissin, appartient au comte de Toulouse. Pour affirmer son autorité, le comte de Toulouse fait bâtir une série de château fort dans la région. Il reste aujourd'hui une partie du château qui surplombait le village de Séguret, dont une tour en ruine que l'on peut voir de la plaine.
Il s'ensuit une période de trouble entre le comte de Toulouse, le roi de France, le pape et le prince d’Orange qui se disputent les terres du Comtat. En 1240, le comte de Toulouse rachète Séguret au prince d’Orange pour 35 000 sous raymondins. En 1274, le Comtat revient officiellement au pape. La papauté administrera les terres de Séguret 517 ans de 1274 à 1791.
Le 25 février 1365, Bertrand III des Baux, frère de Raymond V, prince d’Orange, rendit hommage à Urbain V pour son fief viticole d’Olonne qu’il avait acquis à Séguret. Ce vignoble passait pour fournir un « vin de requête », c'est-à-dire un vin fort renommé.

### Renaissance

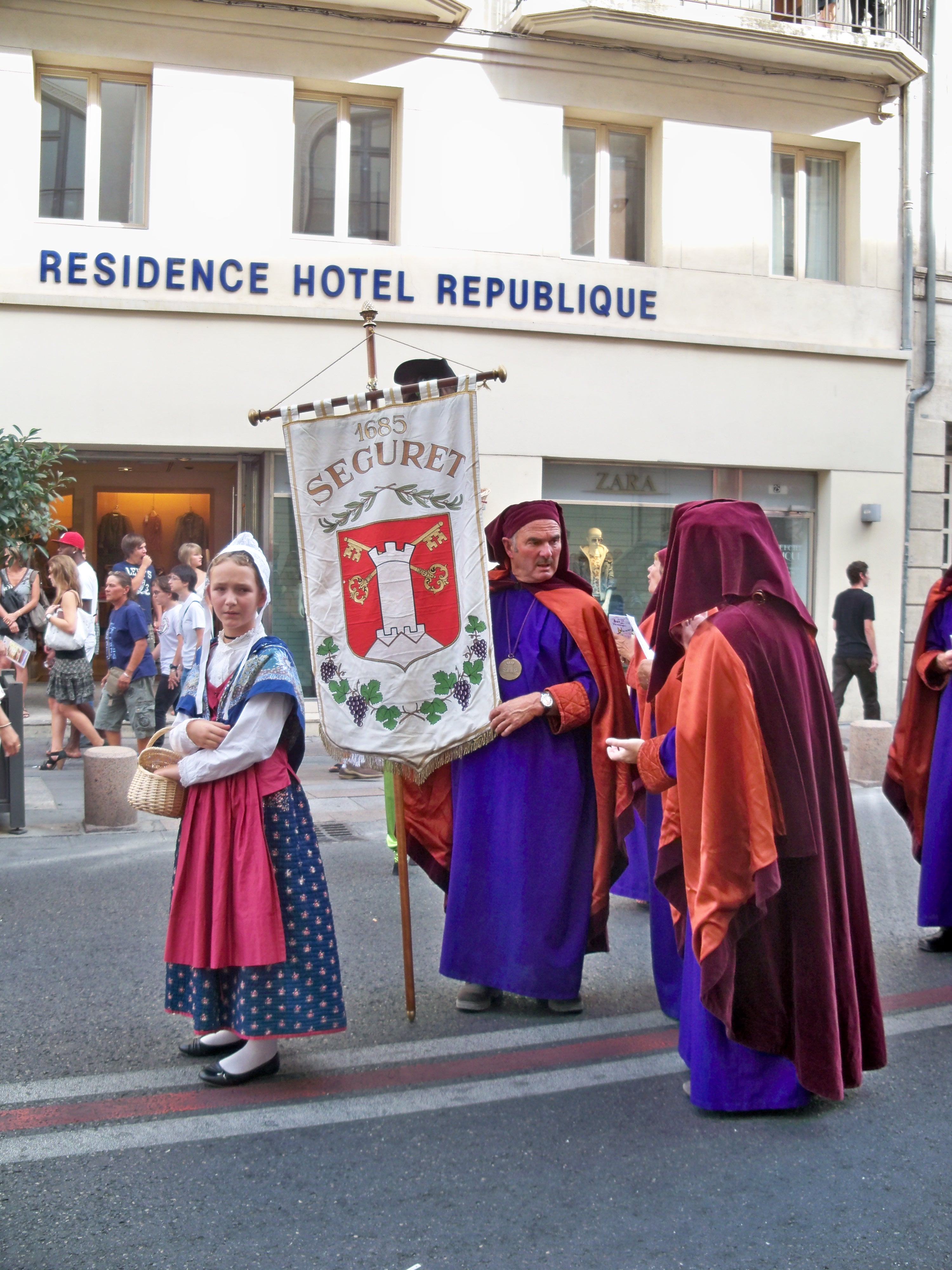
Confrérie des Chevaliers du Gouste-Séguret, Compagnons de Saint-Vincent, lors du Ban des Vendanges 2010, à Avignon.

Création en 1685 de la première confrérie de vignerons qui plaça à sa tête une femme, la « baylesse ». C'est une confrérie mixte qui comprend : bayle, chambellan, épistolière, argentier, archiviste, maître de ripailles, maître des chais, cellerier, bouteiller, tabellion et bannerets.

### Période moderne
Le 28 mai 1755, Benoît XIV, érige en marquisat le fief viticole d'Olonne en faveur de Joseph-Siffrein de Tillia, de Carpentras.
En 1791, la Papauté n'administre plus le Comtat Venaissin. À la suite d'un référendum, le Comtat devint français et républicain.
Le 12 août 1793 fut créé le département de Vaucluse, constitué des districts d'Avignon et de Carpentras, mais aussi de ceux d'Apt et d'Orange, qui appartenaient aux Bouches-du-Rhône, ainsi que du canton de Sault, qui appartenait aux Basses-Alpes.
De 1907 à 1952, la ville possède une gare sur la Ligne d'Orange à Buis-les-Baronnies.

### Période contemporaine
La cave coopérative de Roaix-Séguret a été fondée en 1960. C'est la plus récente du département. Le 2 novembre 1966, les vins de la commune eurent droit à postuler à l'appellation côtes-du-rhône villages. Ce décret à depuis été modifié le 12 février 1999 et pour la dernière fois le 23 octobre 2009.
Le 4 septembre 1984, renaissance de la « Confrérie des Chevaliers du Gouste-Séguret, Compagnons de Saint-Vincent », héritière de celle fondée dans le village en 1685. Elle s'est fixé deux chapitres annuels, celui de la Saint-Vincent, et celui d'été lors de la fête locale qui correspond maintenant à la « fête des vins ». Au cours de ces chapitres ont lieu les intronisations parmi lesquelles celles de Daniel Ceccaldi, Jean Ferniot, Éric Champ, du professeur émérite René Grosso, Corinne Le Poulain, Jean Raspail, Pierre Tchernia.

### Toponymie
La plus ancienne graphie est attestée en 1076 sous la forme de Secureto. Ce qualificatif provient du latin securus (sûr), appliqué à un château fort.

### Héraldique
| Blason de Séguret | Les armes peuvent se blasonner ainsi : D'azur à la tour d'or, maçonnée de sable, posée sur un mont de trois coupeaux d'argent, au chef cousu de gueules chargé d'une clef aussi d'or et d'une clef aussi d'argent passées en sautoir. |

## Politique et administration

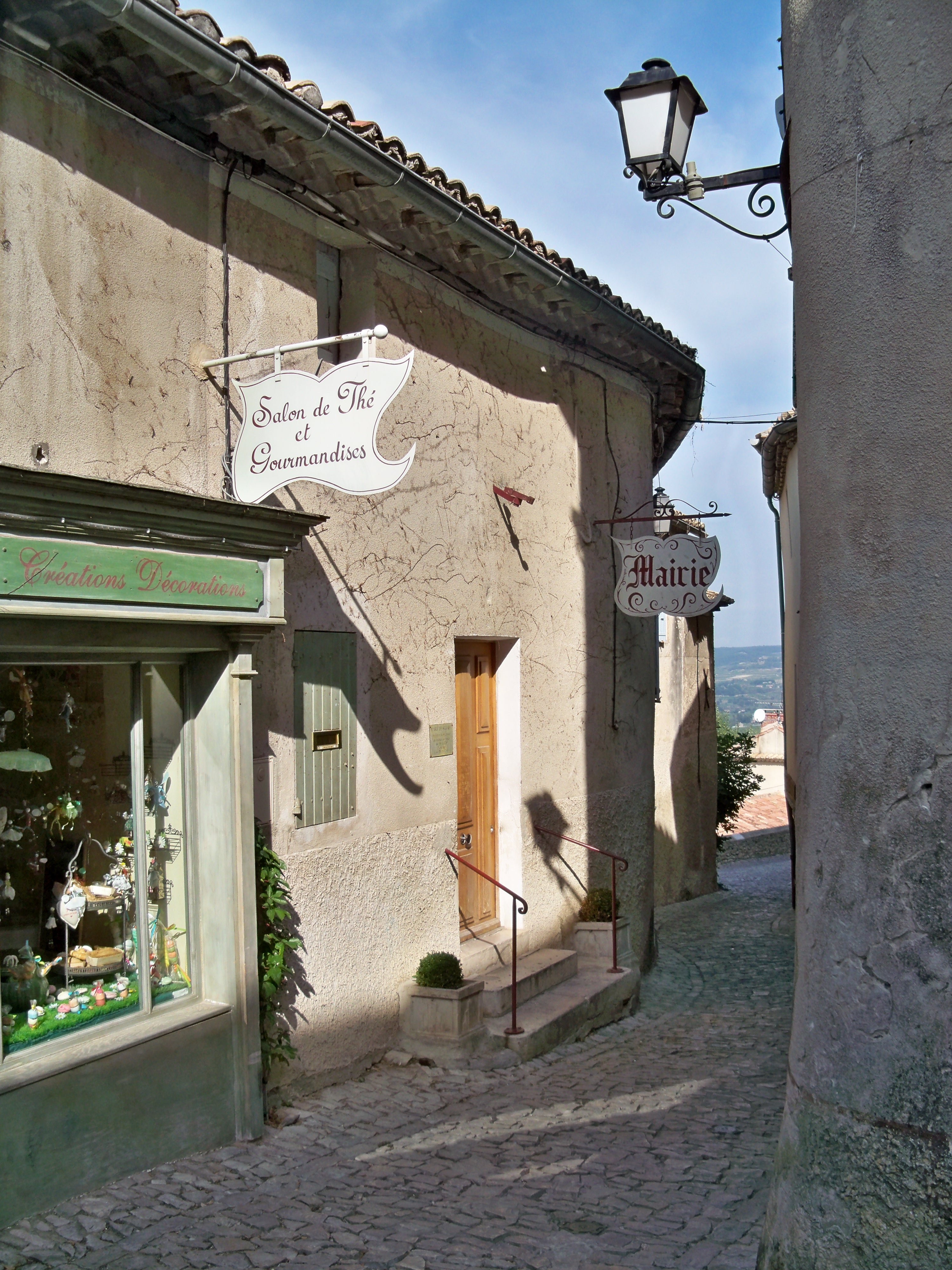
Mairie de Séguret.

| Période                                  | Période  | Identité                     | Étiquette | Qualité |
| ---------------------------------------- | -------- | ---------------------------- | --------- | ------- |
| 1899                                     | 1906     | Hugues Joseph Laurent Meffre |           |         |
| 1912                                     | 1921     | Hugues Joseph Laurent Meffre |           |         |
| avant 1988                               | ?        | Guy Meffre                   |           |         |
| mars 2001                                | En cours | Thierry Goliard              |           |         |
| Les données manquantes sont à compléter. |          |                              |           |         |

### Intercommunalité
La commune fait partie de la communauté de communes Vaison Ventoux, qui fait elle-même partie du syndicat mixte d'aménagement de l'Aygues et du syndicat mixte d'aménagement du bassin de l'Ouvèze (SIABO).

### Fiscalité
| Taxe                                                | Part communale | Part intercommunale | Part départementale | Part régionale |
| --------------------------------------------------- | -------------- | ------------------- | ------------------- | -------------- |
| Taxe d'habitation (TH)                              | 7,65 %         | 0,00 %              | 7,55 %              | 0,00 %         |
| Taxe foncière sur les propriétés bâties (TFPB)      | 10,81 %        | 0,00 %              | 9,91 %              | 2,36 %         |
| Taxe foncière sur les propriétés non bâties (TFPNB) | 43,76 %        | 0,00 %              | 28,96 %             | 8,85 %         |
| Taxe professionnelle (TP)                           | 00,00 %        | 18,69 %             | 13,00 %             | 3,84 %         |

La part régionale de la taxe d'habitation n'est pas applicable.

## Population et société

### Démographie
Ses habitants sont appelés les Ségurétains.

#### Évolution démographique
L'évolution du nombre d'habitants est connue à travers les recensements de la population effectués dans la commune depuis 1793. Pour les communes de moins de 10 000 habitants, une enquête de recensement portant sur toute la population est réalisée tous les cinq ans, les populations de référence des années intermédiaires étant quant à elles estimées par interpolation ou extrapolation. Pour la commune, le premier recensement exhaustif entrant dans le cadre du nouveau dispositif a été réalisé en 2006.
En 2022, la commune comptait 773 habitants, en évolution de −9,17 % par rapport à 2016 (Vaucluse : +1,73 %, France hors Mayotte : +2,11 %).
| 1793 | 1800 | 1806 | 1821 | 1831  | 1836  | 1841  | 1846  | 1851  |
| ---- | ---- | ---- | ---- | ----- | ----- | ----- | ----- | ----- |
| 933  | 894  | 920  | 983  | 1 127 | 1 141 | 1 197 | 1 185 | 1 186 |

| 1856  | 1861  | 1866  | 1872  | 1876  | 1881  | 1886  | 1891 | 1896 |
| ----- | ----- | ----- | ----- | ----- | ----- | ----- | ---- | ---- |
| 1 248 | 1 253 | 1 248 | 1 153 | 1 107 | 1 020 | 1 005 | 912  | 895  |

| 1901 | 1906 | 1911 | 1921 | 1926 | 1931 | 1936 | 1946 | 1954 |
| ---- | ---- | ---- | ---- | ---- | ---- | ---- | ---- | ---- |
| 878  | 856  | 822  | 791  | 732  | 731  | 664  | 650  | 686  |

| 1962 | 1968 | 1975 | 1982 | 1990 | 1999 | 2006 | 2011 | 2016 |
| ---- | ---- | ---- | ---- | ---- | ---- | ---- | ---- | ---- |
| 725  | 675  | 687  | 714  | 798  | 892  | 904  | 847  | 851  |

| 2021 | 2022 | - | - | - | - | - | - | - |
| ---- | ---- | - | - | - | - | - | - | - |
| 801  | 773  | - | - | - | - | - | - | - |

 Le maximum de la population a été atteint en 1861 avec 1 253 habitants.

#### Pyramide des âges
En 2018, le taux de personnes d'un âge inférieur à 30 ans s'élève à 26,6 %, soit en dessous de la moyenne départementale (33,6 %). À l'inverse, le taux de personnes d'âge supérieur à 60 ans est de 33,2 % la même année, alors qu'il est de 28,4 % au niveau départemental.
En 2018, la commune comptait 422 hommes pour 426 femmes, soit un taux de 50,24 % de femmes, légèrement inférieur au taux départemental (52,03 %).
Les pyramides des âges de la commune et du département s'établissent comme suit.
| Hommes | Classe d’âge | Femmes |
| ------ | ------------ | ------ |
| 0,5    | 90 ou +      | 1,4    |
| 9,3    | 75-89 ans    | 8,1    |
| 23,1   | 60-74 ans    | 24,0   |
| 24,3   | 45-59 ans    | 24,4   |
| 15,4   | 30-44 ans    | 16,2   |
| 12,9   | 15-29 ans    | 11,1   |
| 14,4   | 0-14 ans     | 14,7   |

| Hommes | Classe d’âge | Femmes |
| ------ | ------------ | ------ |
| 0,8    | 90 ou +      | 1,9    |
| 8,3    | 75-89 ans    | 10,6   |
| 18,1   | 60-74 ans    | 19,1   |
| 20,3   | 45-59 ans    | 19,9   |
| 17,6   | 30-44 ans    | 17,6   |
| 16,1   | 15-29 ans    | 14,4   |
| 18,9   | 0-14 ans     | 16,4   |

## Économie

### Agriculture
Le vignoble produit des vins classés en côtes-du-rhône-villages. Les vins qui ne sont pas en appellation d'origine contrôlée peuvent revendiquer, après agrément, le label vin de pays de la Principauté d'Orange.

### Tourisme

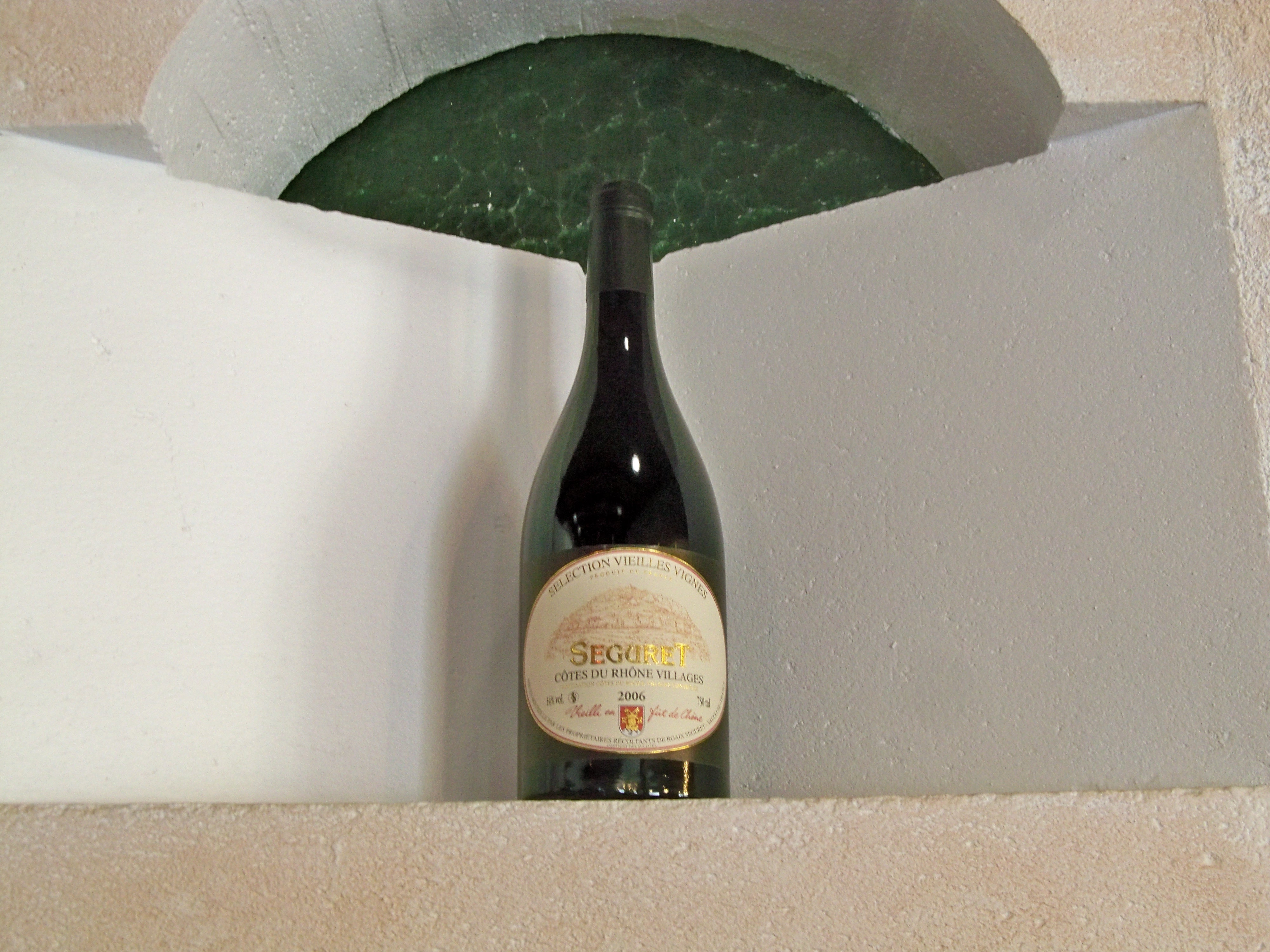
AOC Séguret - Sélection vieilles vignes - 2006.

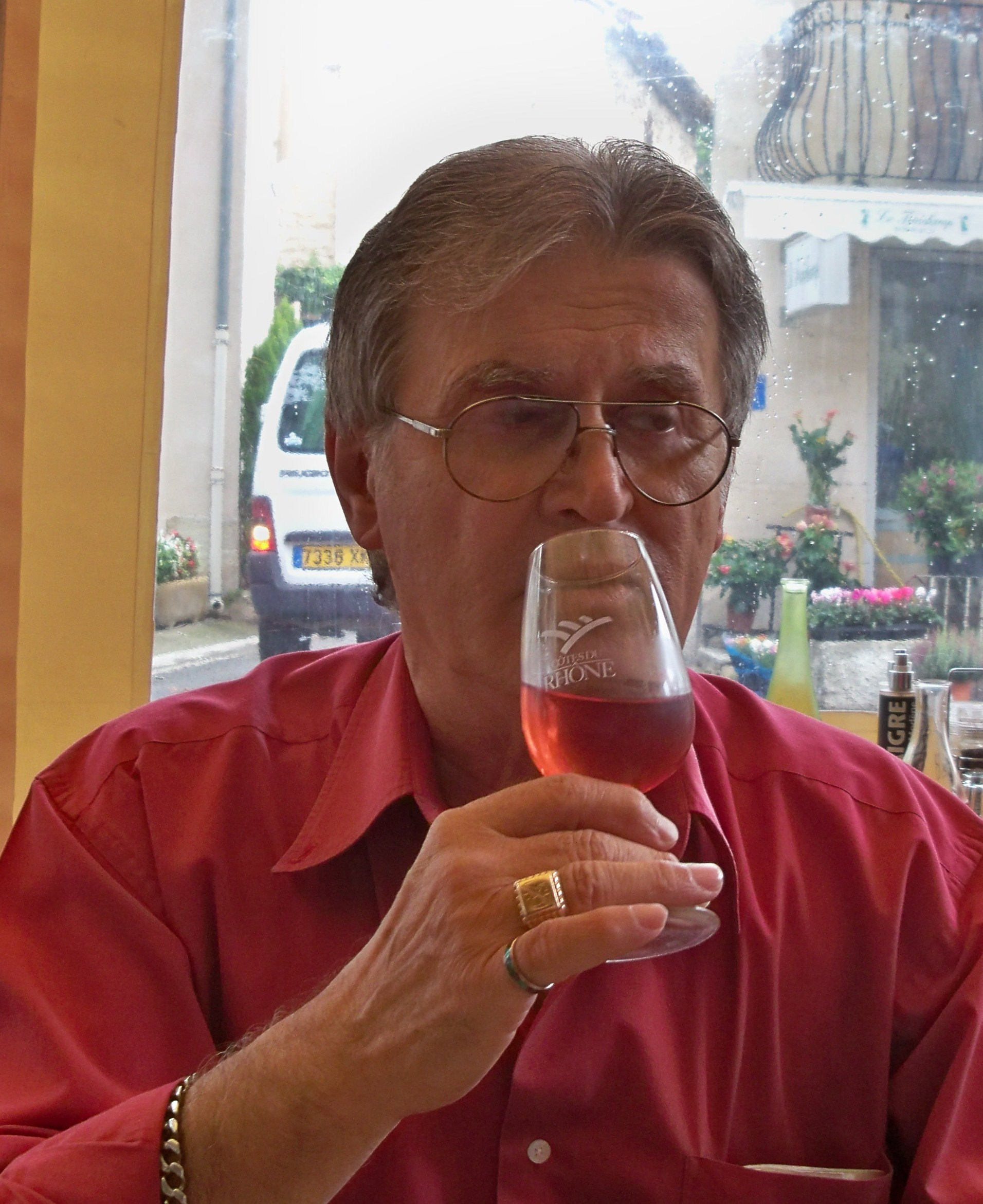
Dégustation dans un caveau de Séguret.

L'œnotourisme recouvre de nombreuses activités de découverte : dégustation des vins, visite de caves, rencontre avec les propriétaires, découverte des métiers et techniques de la vigne, connaissance des cépages, des terroirs, des appellations, de la gastronomie locale. À cet aspect festif s'ajoutent les activités sportives et de loisirs : promenades et randonnées dans les vignobles.
Pour les touristes, une charte de qualité des caveaux de dégustation a été mise en place dans la vallée du Rhône pour l'ensemble des vignobles par Inter Rhône. Elle propose trois catégories différentes d'accueil en fonction des prestations offertes par les caves.
La première - dite accueil de qualité - définit les conditions de cet accueil. Un panneau à l'entrée doit signaler que celui-ci est adhérent à la charte. Ce qui exige que locaux et ensemble du matériel utilisé sont d'une propreté irréprochable (sols, table de dégustation, crachoirs, verres).
La seconde - dite accueil de service - précise que le caveau est ouvert cinq jours sur sept toute l'année et six jours sur sept de juin à septembre. Il dispose d'un site internet et fournit à sa clientèle des informations sur la gastronomie et les produits agroalimentaires locaux, les lieux touristiques et les autres caveaux adhérant à la charte. De plus les fiches techniques sur les vins proposés sont disponibles en anglais.
La troisième - dite accueil d'excellence - propose d'autres services dont la mise en relation avec d'autres caveaux, la réservation de restaurants ou d'hébergements. Il dispose d'un site Internet en version anglaise et le personnel d'accueil parle au moins l'anglais.

## Équipements ou Services
On trouve sur la commune une bibliothèque municipale.

### Enseignement

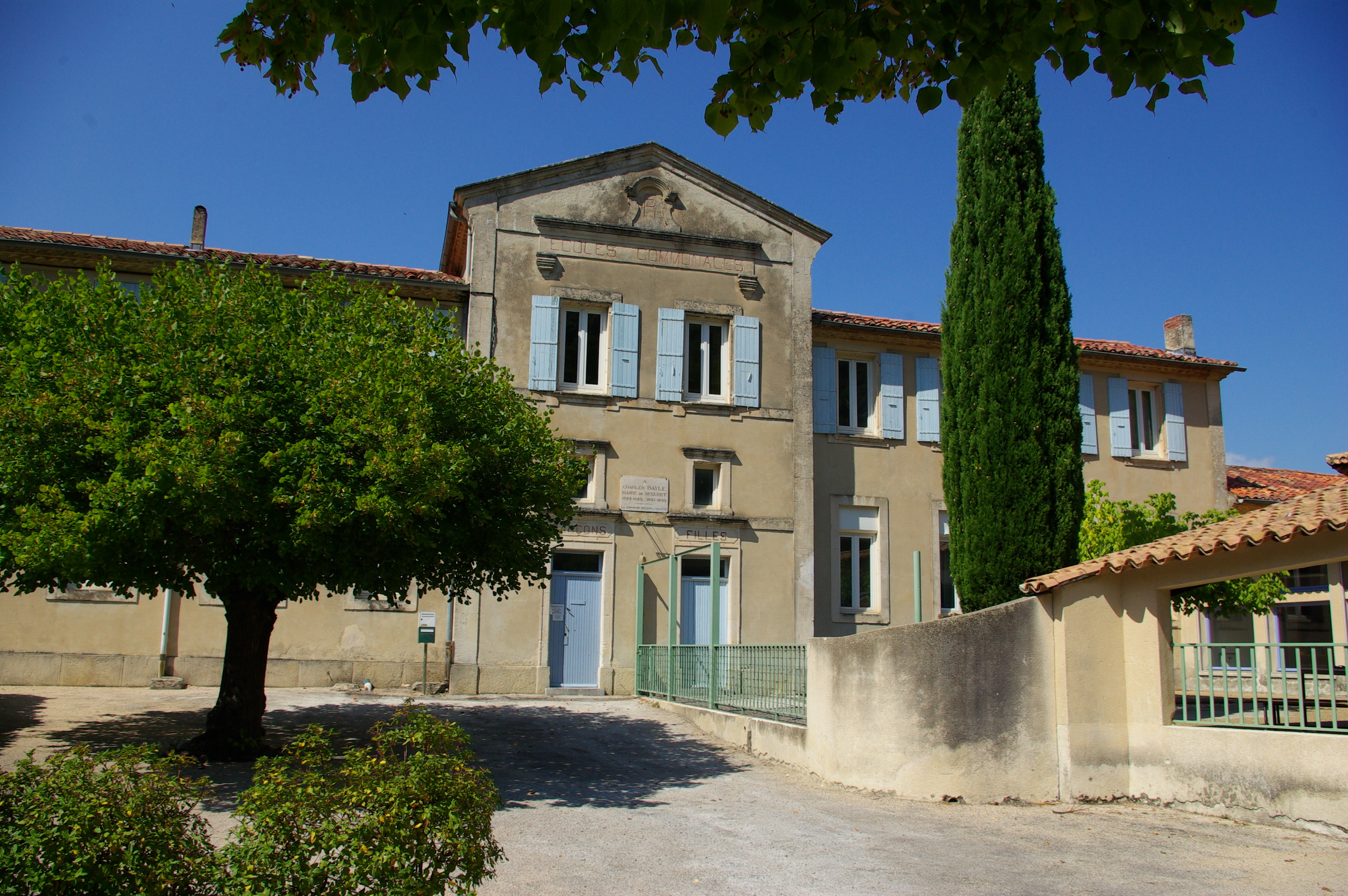
L'école primaire.

La commune possède une école maternelle et une école primaire, La Calade, ensuite les élèves sont affectés au collège Joseph-d'Arbaud à Vaison-la-Romaine, puis vers le lycée Jean-Henri-Fabre à Carpentras.

### Sports
La commune de Séguret possède une association de football.

### Santé
Les premiers services de santé sont sur la proche commune de Sablet.

## Vie locale

### Cultes

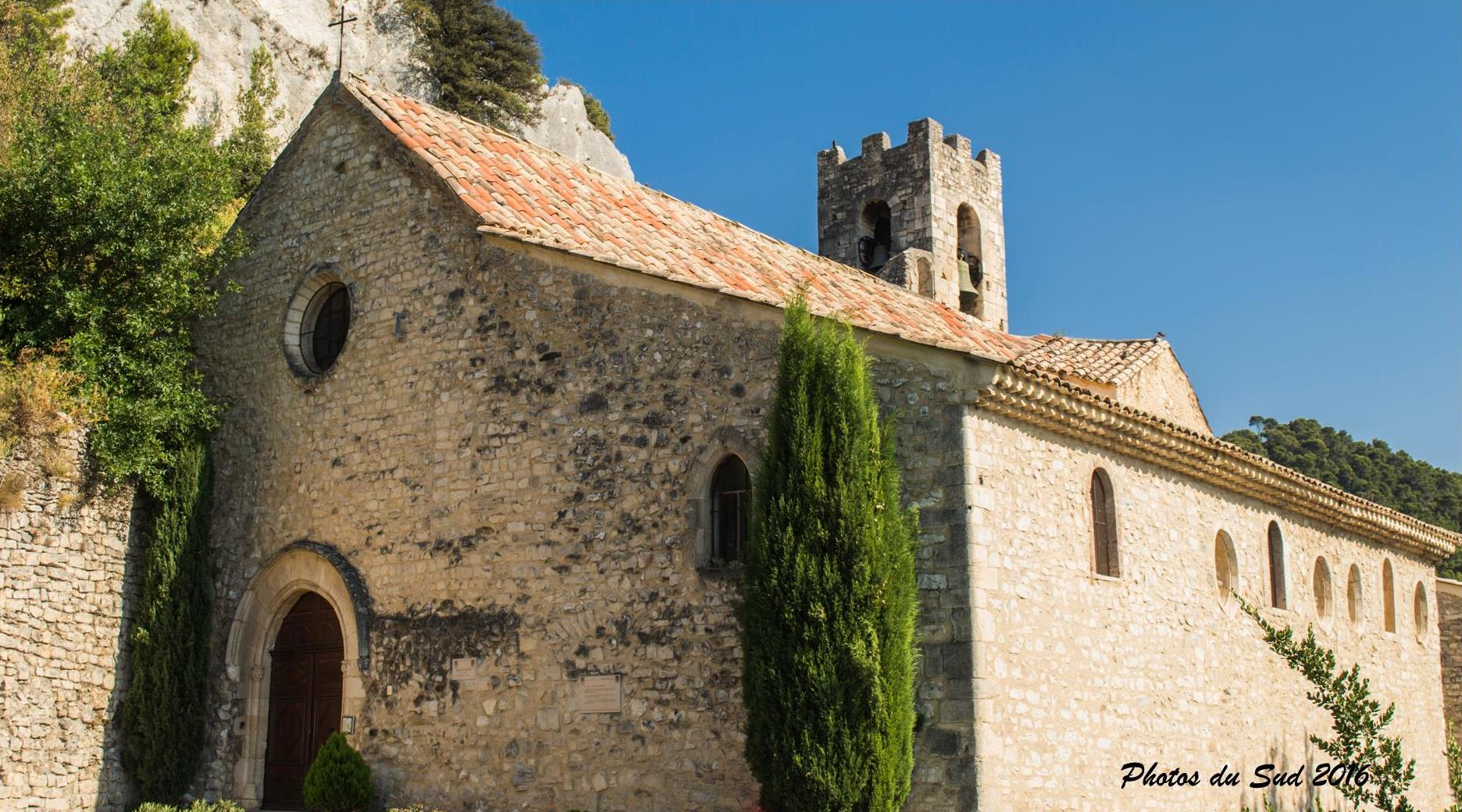
L'église

La paroisse catholique de Séguret dépend du diocèse d'Avignon, doyenné de Valréas-Vaison-la-Romaine.

### Fêtes
Fête des vins annuelle dans le vieux village avec tous les producteurs de Séguret à la fin du mois de juillet. Festival des soupes au cours du mois d'octobre avec finale désignant la meilleure soupe à la Toussaint

### Écologie et recyclage
La collecte et traitement des déchets des ménages et déchets assimilés et la protection et mise en valeur de l'environnement se font dans le cadre de la communauté de communes Vaison Ventoux. Il existe une déchèterie à l'entrée de Vaison-la-Romaine et une décharge à gravats à Villedieu.
La commune est incluse dans la zone de protection Natura 2000 « l'Ouvèze et le Toulourenc », sous l'égide du ministère de l'Écologie, de la DREAL Provence-Alpes-Côte-d'Azur, et du MNHN (Service du Patrimoine Naturel).

## Lieux et monuments
- Église Saint-Denis, Xe siècle

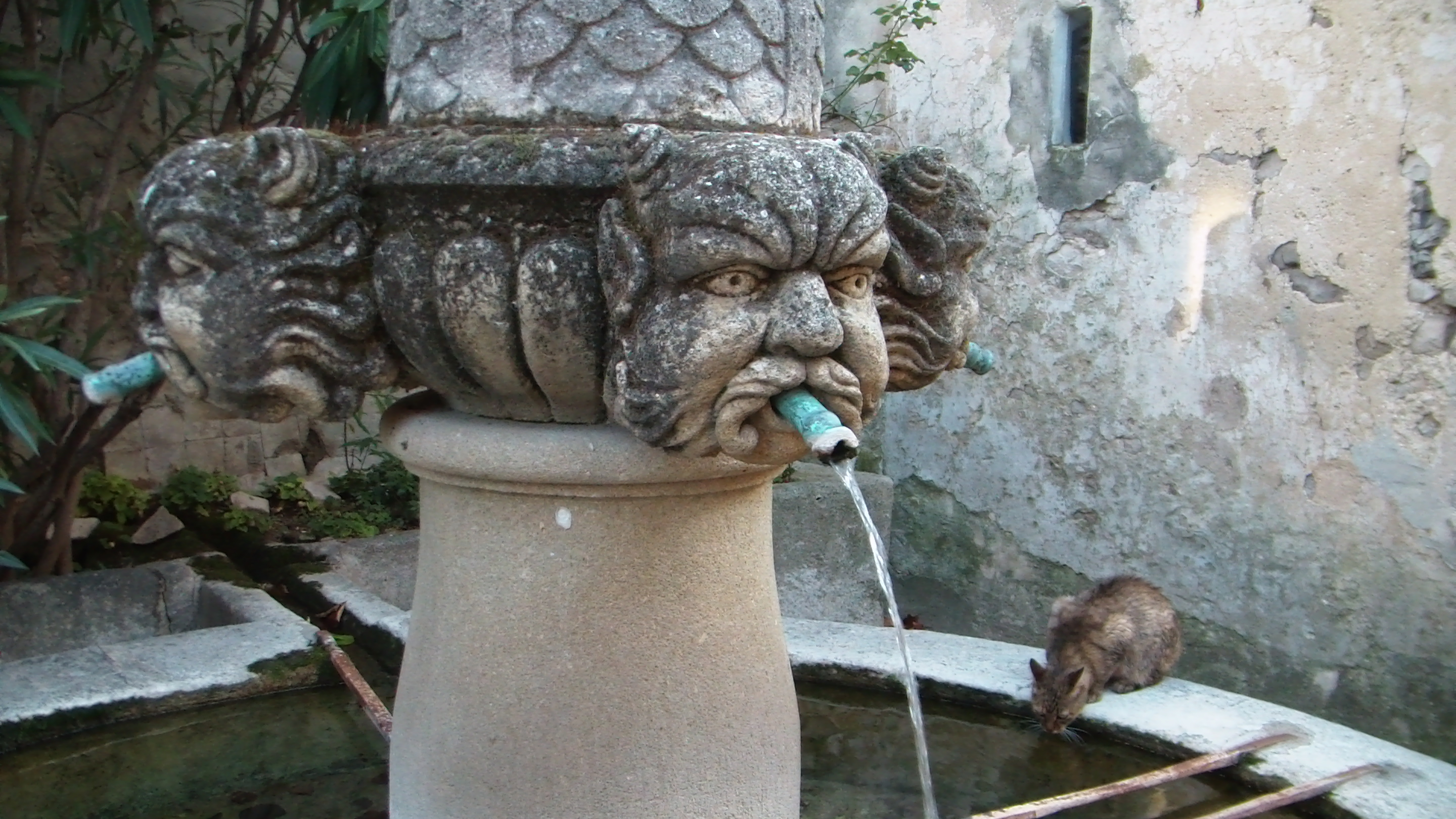
Fontaine des Mascarons de Séguret, classée au Monuments Historiques.

- Chapelle Sainte-Thècle : Une pierre romaine y est conservée, portant l'inscription « Marti v(otum) s(oluit) l(ibens) m(erito) / Sex(tus) Eruci[us] / Maxu[m]u[s] » (À Mars, Sextus Erucius Maximus s'est acquitté de son vœu volontiers et à juste raison.)
- Château féodal en ruine
- Fontaine et lavoir
- Ruelles caladées
- Portes anciennes
- Fontaine des Mascarons, classé au titre des monuments historiques[37]

## Galerie Photo

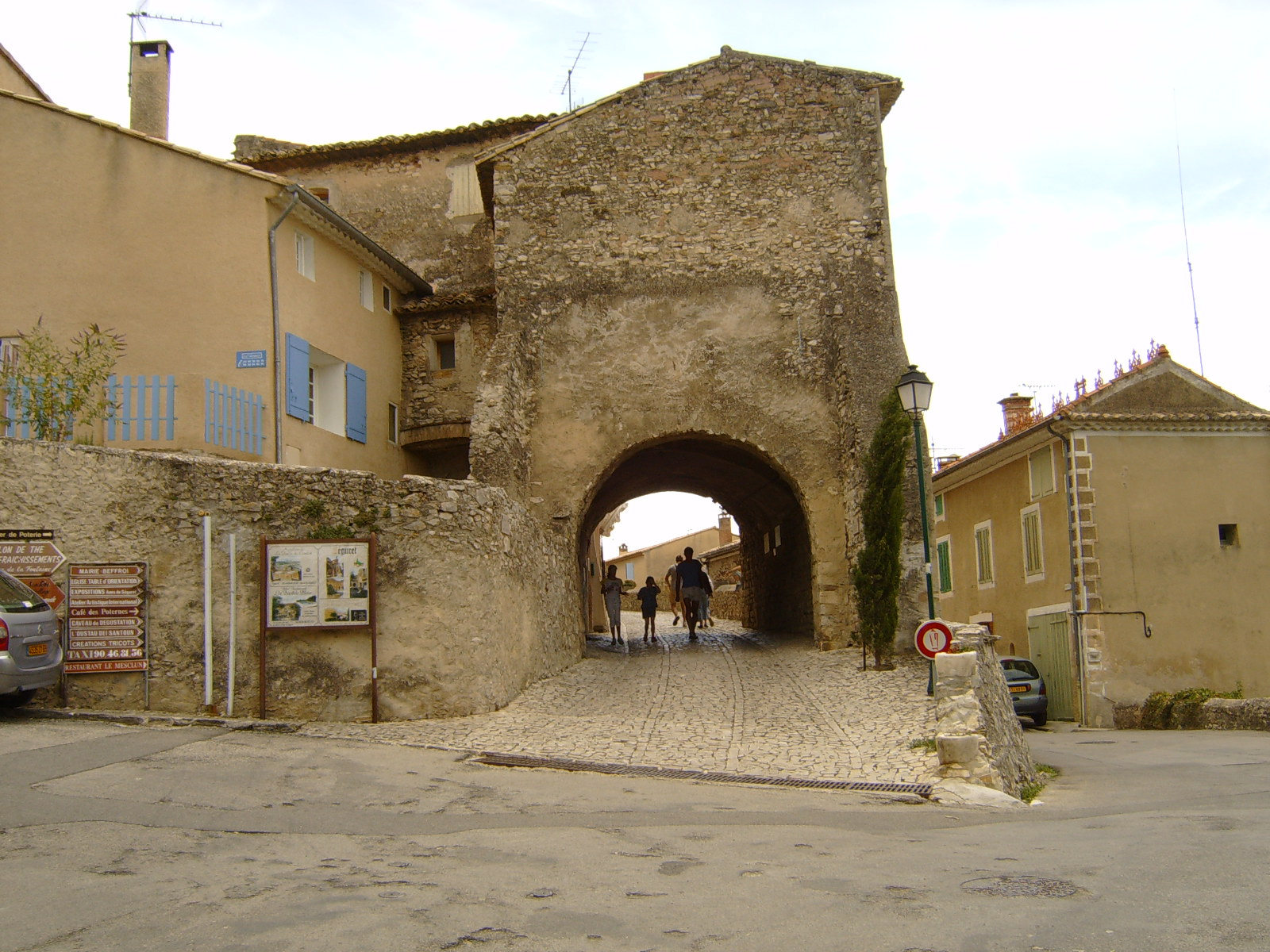
Entrée du village.
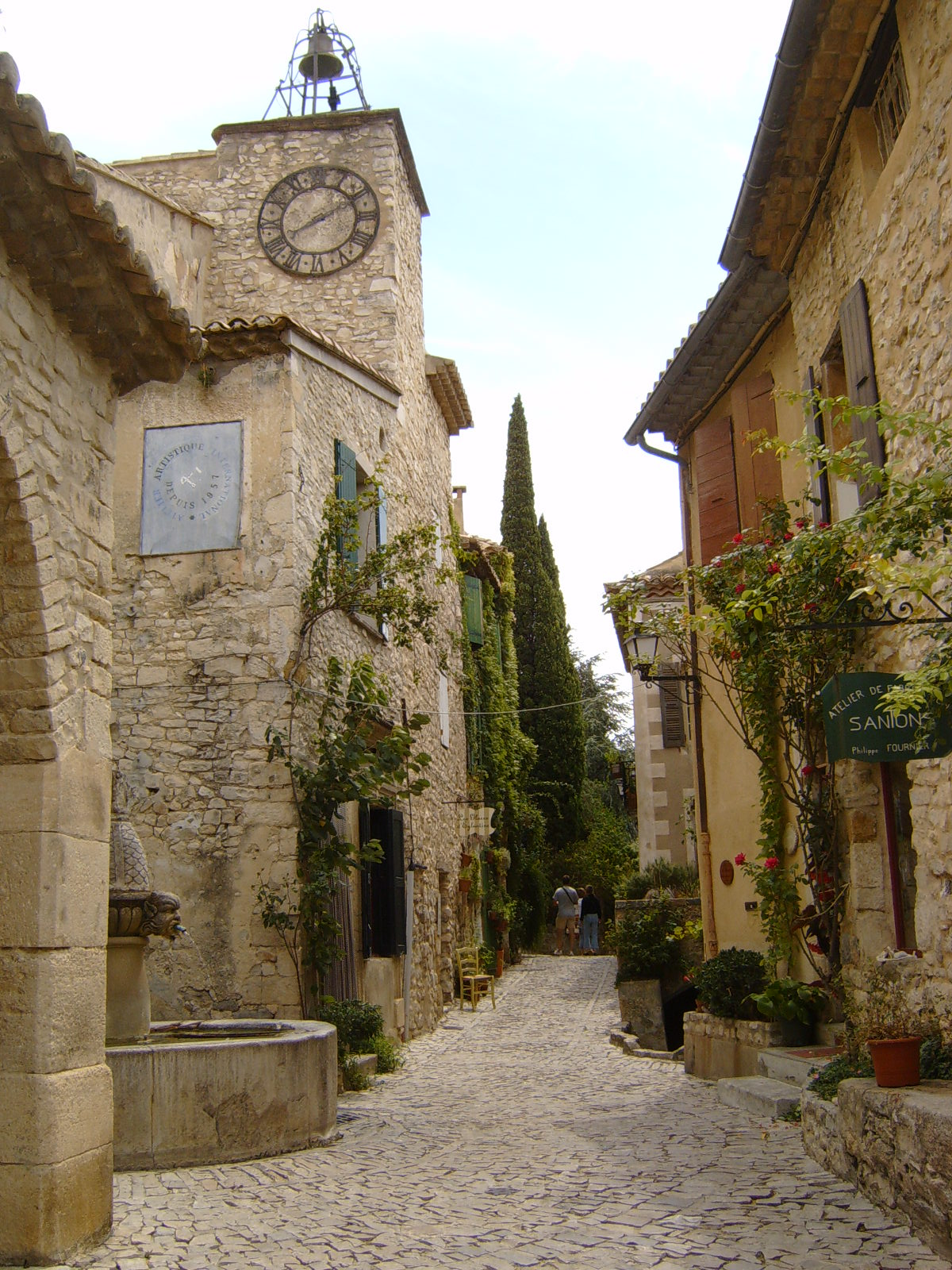
Au centre du village.
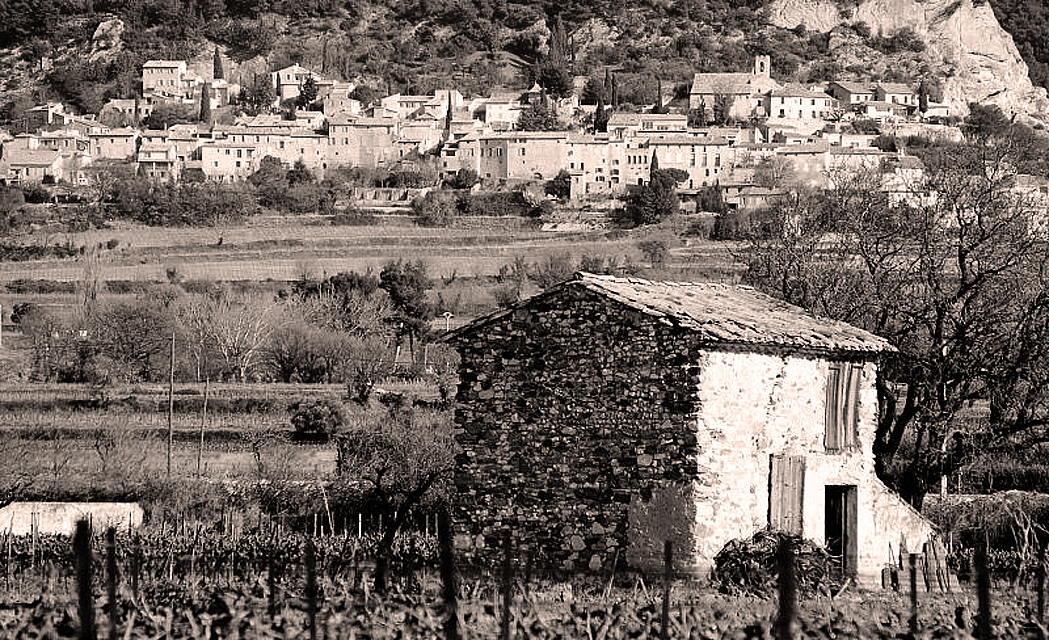
Vue du village vers 1910.
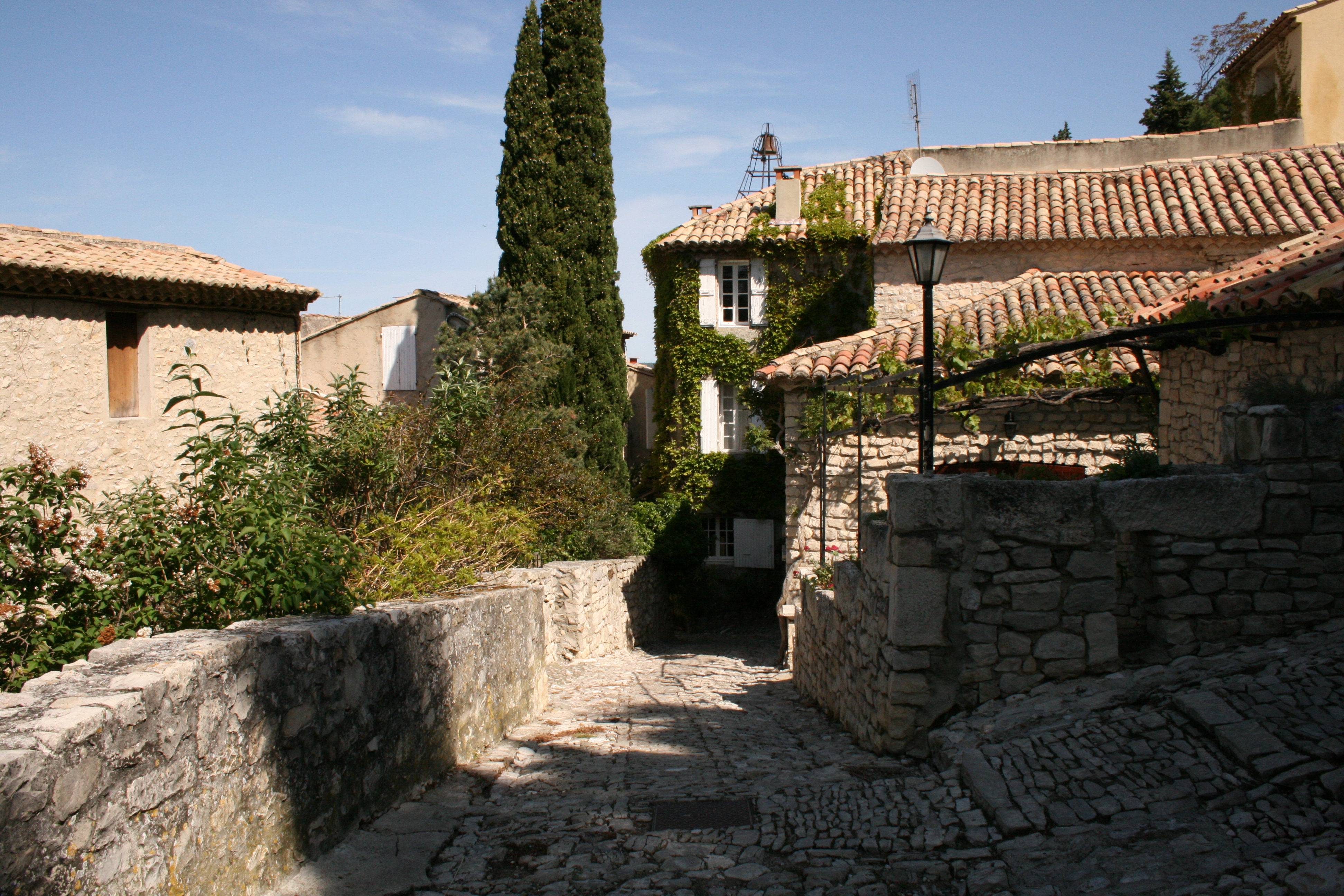
Ruelle du village.
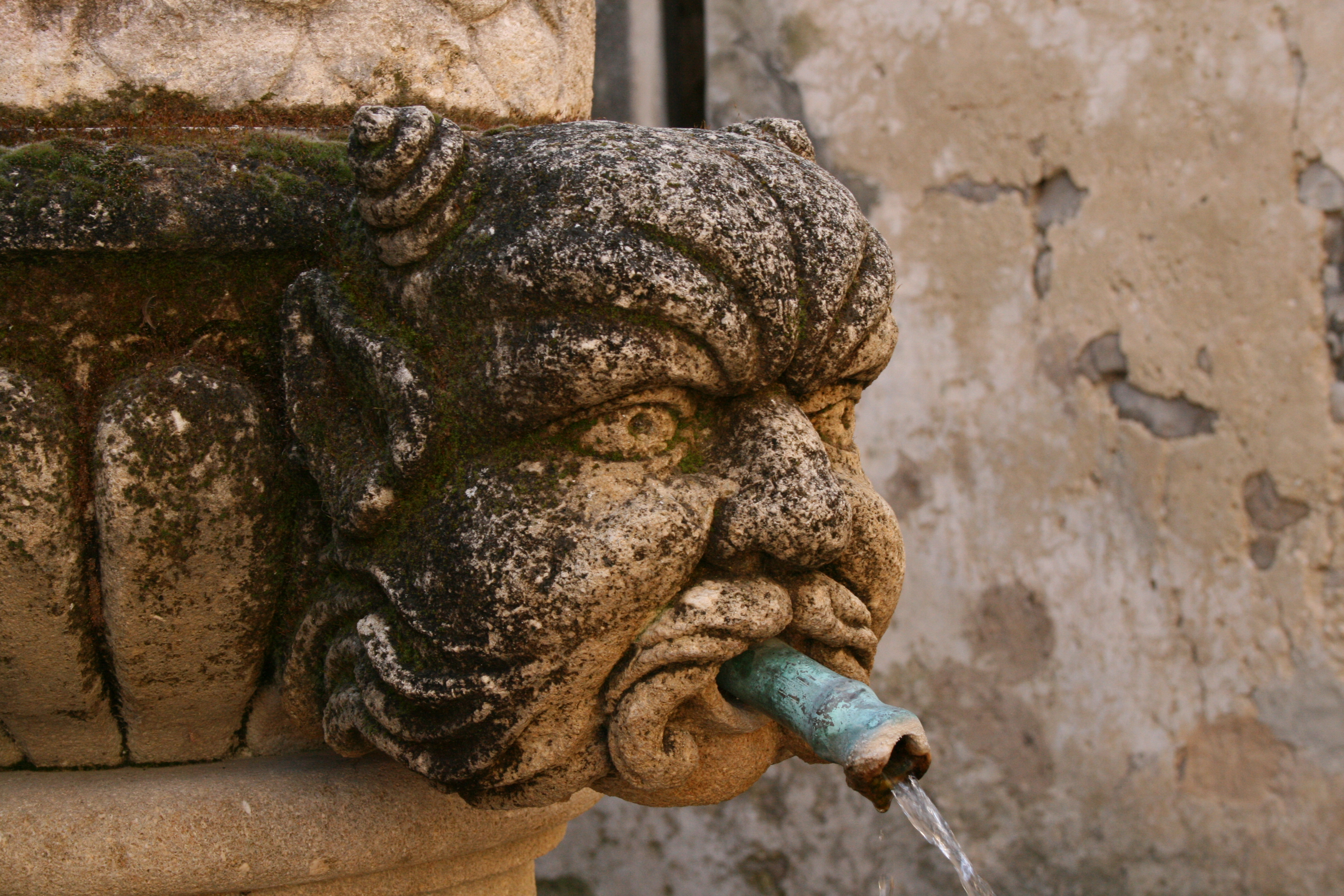
Fontaine du village.
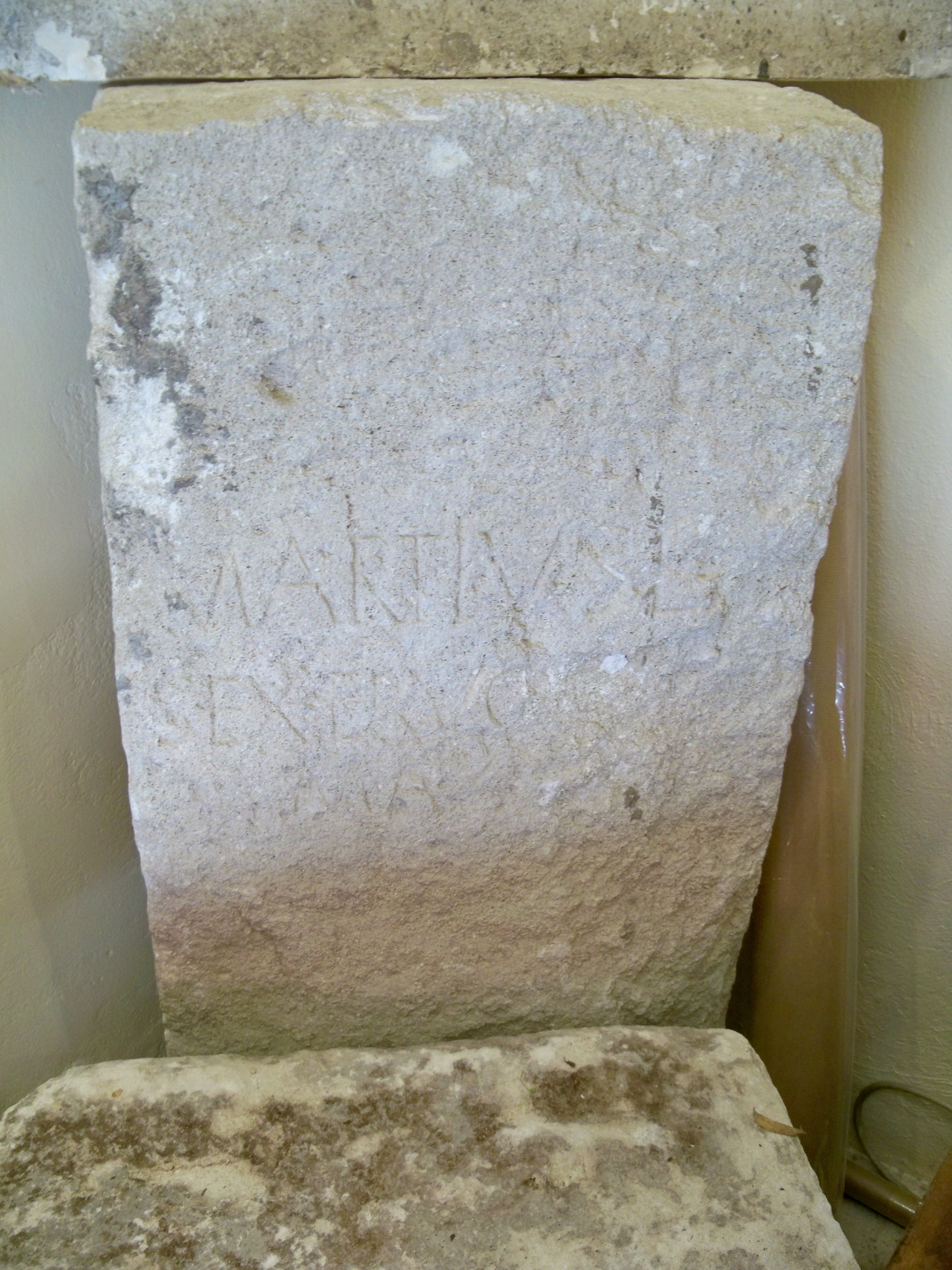
Pierre latine

## Personnalités liées à la commune
- Rusticule (ou Marcia), abbesse au cours du VIe siècle à Prébayon, née vers 551 sur un ancien domaine de Vaison-la-Romaine maintenant rattaché à Séguret.
- L'abbé Joseph-Alphonse de Véri, conseiller de Maurepas.
- Le peintre et lithographe Gaston Prost (1881-1967) dont l'œuvre énonce un fidèle attachement à Séguret[38].
- L'acteur et metteur en scène Daniel Ceccaldi (résidence secondaire).
- Le diplomate Paul-Marc Henry (résidence secondaire).
- Le poète et archéologue Joël-Claude Meffre.